# 入侵異次元
《入侵异次元》（英語：Trancers，或記作）是一部1984年美國科幻動作片，由查爾斯·班德執導，丹尼·比爾森和保羅·德·梅奧撰寫劇本，提姆·湯默森、海倫·杭特與麥可·斯特法尼（Michael Stefani）主演。該片為《入侵異次元》系列電影的首部電影作品。
故事敘述來自23世紀的菲力普·馬羅式警探傑克·戴斯為了將他的老對手繩之以法而穿梭至1980年代。片中以一種獨特的方式來呈現時間旅行，即透過通過注射一種藥物來使人能穿越時空並接管其祖先的身體。
《入侵异次元》1984年11月7日英國上映，1985年5月22日美國上映。

## 劇情
23世紀退休警察傑克·戴斯被召回追捕犯罪主謀馬丁·惠斯勒。惠斯勒會利用法力將人們變成無意識的「迷幻人」（Trancers）並服從自己執行命令；迷幻人平時看起來都是正常的人類，但經由傑克的手環掃描或自行現出原形，就會變成皮膚染如喪屍般的野蠻殺手。戴斯的妻子因惠斯勒而死，導致傑克不顧一切都誓言要將惠斯勒繩之以法。
惠斯勒從傑克的追捕下倖存，並使用藥物誘發的時間旅行技術及時逃脫。惠斯勒的意識沿著自己的祖先血統，抵達1985年，接管洛杉磯警探——魏斯林中尉的屍體。傑克奉天使城（Angel City，洛杉磯未來的名稱）管理委員會的命進入了自己一位祖先的身體：名為菲爾·戴斯頓的記者；在此前，傑克開槍毀了魏斯林的身軀，讓對方困在過去。傑克得到了一些高科技裝備：80年代常見款式的左輪手槍（裡面藏有兩瓶時間藥物，可以將他和惠斯勒送回未來），以及一支「長秒」手錶，它能暫時放慢時間，將一秒延長到十秒。手錶的電量只夠一次使用，但他後來從未來收到了另一隻手錶。
菲爾的女友是朋克搖滾女孩莉娜，得知真相後開始幫助傑克追捕惠斯勒。惠斯勒計劃消滅天使城未來的管理委員會成員，而開始在1985年謀殺他們的祖先，間接令身處未來的後代消失。傑克晚了一步，無法阻止大多數謀殺案，只能保護被淘汰的前職業棒球運動員哈普·艾希比，後者是最後一位委員會成員艾許主任的祖先。
在與惠斯勒的最後一場戰鬥中，傑克成功捉住對方，但發現槍裡的一罐藥瓶損壞，導致被迫做出選擇：殺死遭惠斯勒附身的無辜魏斯林，或者使用藥瓶將惠斯勒送回未來，導致自己被困在1985年。傑克選擇將藥瓶給惠斯勒注射，挽救了魏斯林的生命，但將惠斯勒卻永遠沒有身體可以回歸。傑克決定繼續留在莉娜身邊，兩人相戀。與此同時，傑克未來的上司麥納爾蒂接管了一名小女孩的身體，從陰影中觀察下屬與莉娜。

## 演員
- 提姆·湯默森飾演傑克·戴斯（英语：Jack Deth）／菲爾·戴斯頓（Phil Dethton）
- 海倫·杭特飾演莉娜（Leena）
- 麥可·斯特法尼（Michael Stefani）飾演馬丁·惠斯勒／魏斯林警探（Martin Whistler / Police Detective Weisling）
- 亞特·拉福勒（英语：Art LaFleur）飾演麥納爾蒂（McNulty）
- 比夫·馬納德（英语：Biff Manard）飾演哈普·艾希比（Hap Ashby）
- 艾莉森·克羅夫特（英语：Alyson Croft）飾演「寶貝」·麥納爾蒂（"Baby" McNulty）
- 泰爾瑪·霍普金斯（英语：Telma Hopkins）飾演露絲·「露西」·雷恩斯工程師（Engineer Ruth "Ruthie" Raines）
- 李察·赫爾德（英语：Richard Herd）飾演史賓賽主任（Chairman Spencer）
- 安妮·西摩（英语：Anne Seymour (actress)）飾演瑪格麗特·艾許主任（Chairman Margaret Ashe）
- 李察·艾德曼（英语：Richard Erdman）飾演酒醉的智者

## 反響
匯總媒體網站爛番茄基於6條評論，該片持有83%的新鮮度，平均評分為6.33／10。據悉詹姆斯·卡梅隆很喜歡本片，並開始推薦編劇丹尼·比爾森和保羅·德·梅奧參與其他項目。